# Ỹ
Ỹ é a trigésima segunda letra do atual alfabeto guarani, deriva da letra Y indicando a nasalização da vogal com um til. Na grafia antiga, esta letra era representada pela letra I com acento circunflexo, e a nasalização era indicada adicionando a letra N após a vogal ÎN. Esta letra representa a variante nasal da vogal central fechada não arredondada AFI: // ɨ̃//.